# Aphelinoidea melanosoma
Aphelinoidea melanosoma is een vliesvleugelig insect uit de familie Trichogrammatidae. De wetenschappelijke naam is voor het eerst geldig gepubliceerd in 1940 door Novicky.